# Juan Carreño de Miranda
Pour les articles homonymes, voir Carreño (homonymie) et Miranda.
Cet article possède des paronymes, voir Juan Carreño (homonymie) et Juan Miranda.
Juan Carreño de Miranda (Avilés, 25 mars 1614 - Madrid, 3 octobre 1685) est un peintre espagnol, de la cour de Philippe IV et surtout de Charles II dont il fut le plus célèbre portraitiste.

## Biographie
Né à Avilés dans les Asturies, il est le fils d'un peintre du même nom, Juan Carreño de Miranda. Sa famille s'installe à Madrid en 1623, où il se forme à la fin des années 1620 comme apprenti de Pedro de Las Cuevas et Bartolomé Román. Il se fait connaitre de Velázquez pour son travail dans le cloître de Doña María de Aragón et dans l'église d'El Rosario. En 1658, Carreño est embauché comme adjoint d'une commission royale pour peindre des fresques dans l'Alcázar royal de Madrid, qui sera détruit dans un incendie en 1734.
En 1671, après la mort de Sébastien de Herrera, il est nommé peintre de la cour attitré à la reine (pintor de Cámara) et commence à peindre surtout des portraits. Il refuse d'être fait chevalier de l'ordre de Santiago, en disant que sa peinture n'a pas besoin d'honneurs, il peut les donner à tout le monde. Il est principalement resté célèbre comme portraitiste. Ses élèves ont été Mateo Cerezo principale, Cabezalero, Donoso, et Sotomayor Ledesma.
Il meurt à Madrid.

## Œuvres
Noble par filiation, il avait une compréhension du fonctionnement et de la psychologie de la cour royale qu'aucun peintre avant lui n'eut, réalisant des portraits de la famille royale espagnole comme un témoignage sans précédent de son temps. La plupart de ses travaux sont des portraits de la famille royale et la cour, mais il laissa des retables, et des premières œuvres commandées principalement par l'Église.
- Portrait de Femme (Miranda ?) (1650–1670), huile sur toile, 58 × 47 cm, Musée des beaux-arts de Boston[1]
- La Madeleine pénitente (1654), huile sur toile, 220 × 180 cm, Académie royale des beaux-arts de San Fernando, Madrid[2]
- L'Assomption de la Vierge (vers 1657), huile sur toile, 167 × 125 cm, Musée des beaux-arts de Bilbao[3]
- Portrait de Doña Inés de Zúñiga, comtesse de Monterrey (1660-1670), huile sur toile, 199 × 155 cm, Musée Lázaro Galdiano, Madrid[4]
- Fondation de l'Ordre des Trinitaires (1666), huile sur toile, 315 × 220 cm, Musée du Louvre, Paris[5]. Exécutée pour les moines trinitaires de Pampelune[6].
- La Reine Marie-Anne d'Autriche (vers 1670), huile sur toile, 211 × 125 cm[7]
- Charles II, roi d'Espagne (vers 1677), huile sur toile, 217 × 141 cm, Collection Harrach, Château de Rohrau
- Charles II d'Espagne (vers 1675), huile sur toile, 201 × 141 cm, Musée du Prado, Madrid[8]
- Portrait du duc de Pastrana (vers 1679), 217 × 155 cm, Musée du Prado, Madrid[9]
- Piotr Ivanovich Potemkine, ambassadeur de Russie (vers 1681), huile sur toile, 207 × 123 cm, Musée du Prado[10]

"
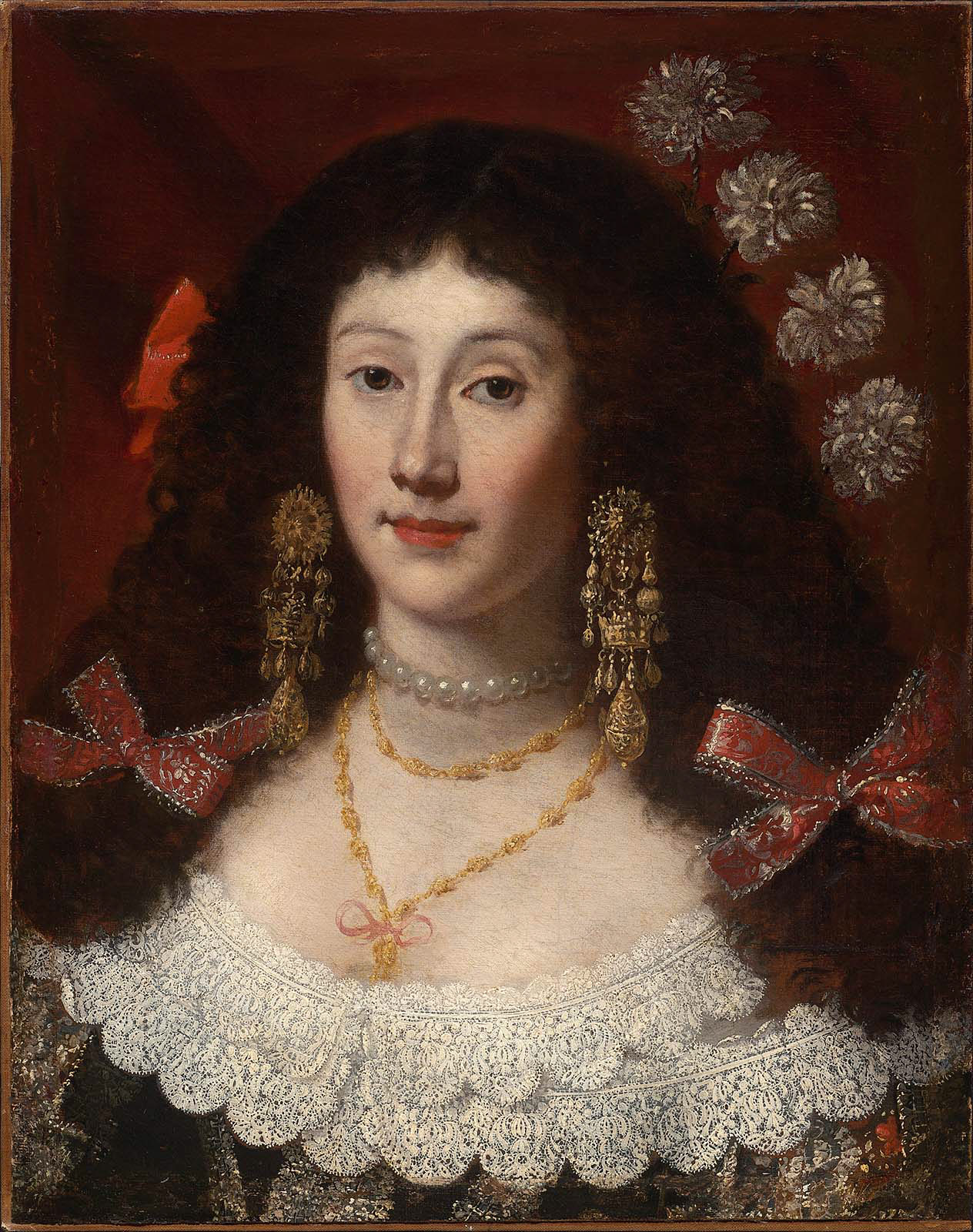
Miranda (1650-1670) Musée de Boston
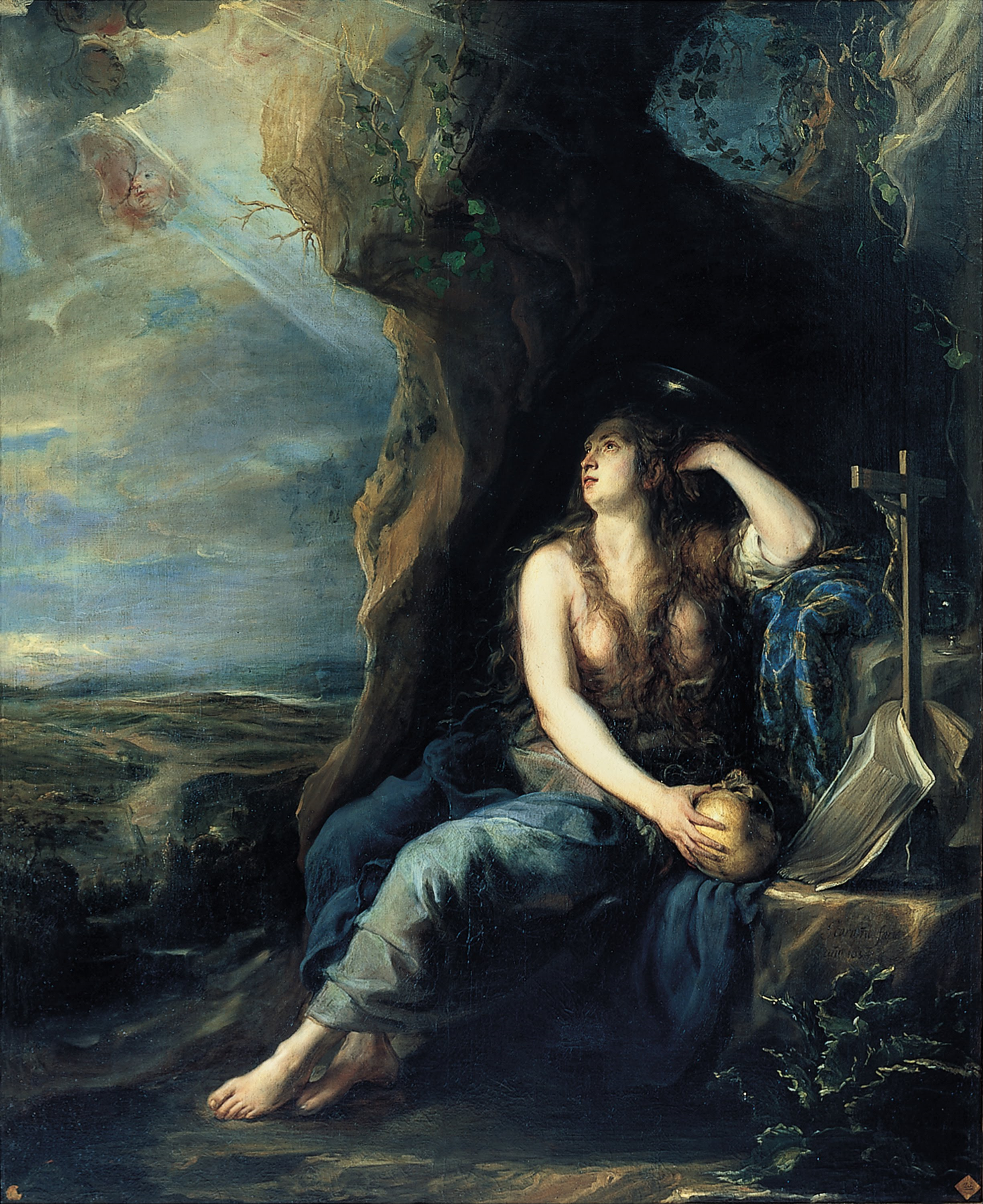
Madeleine pénitente (1654) Académie San Fernando
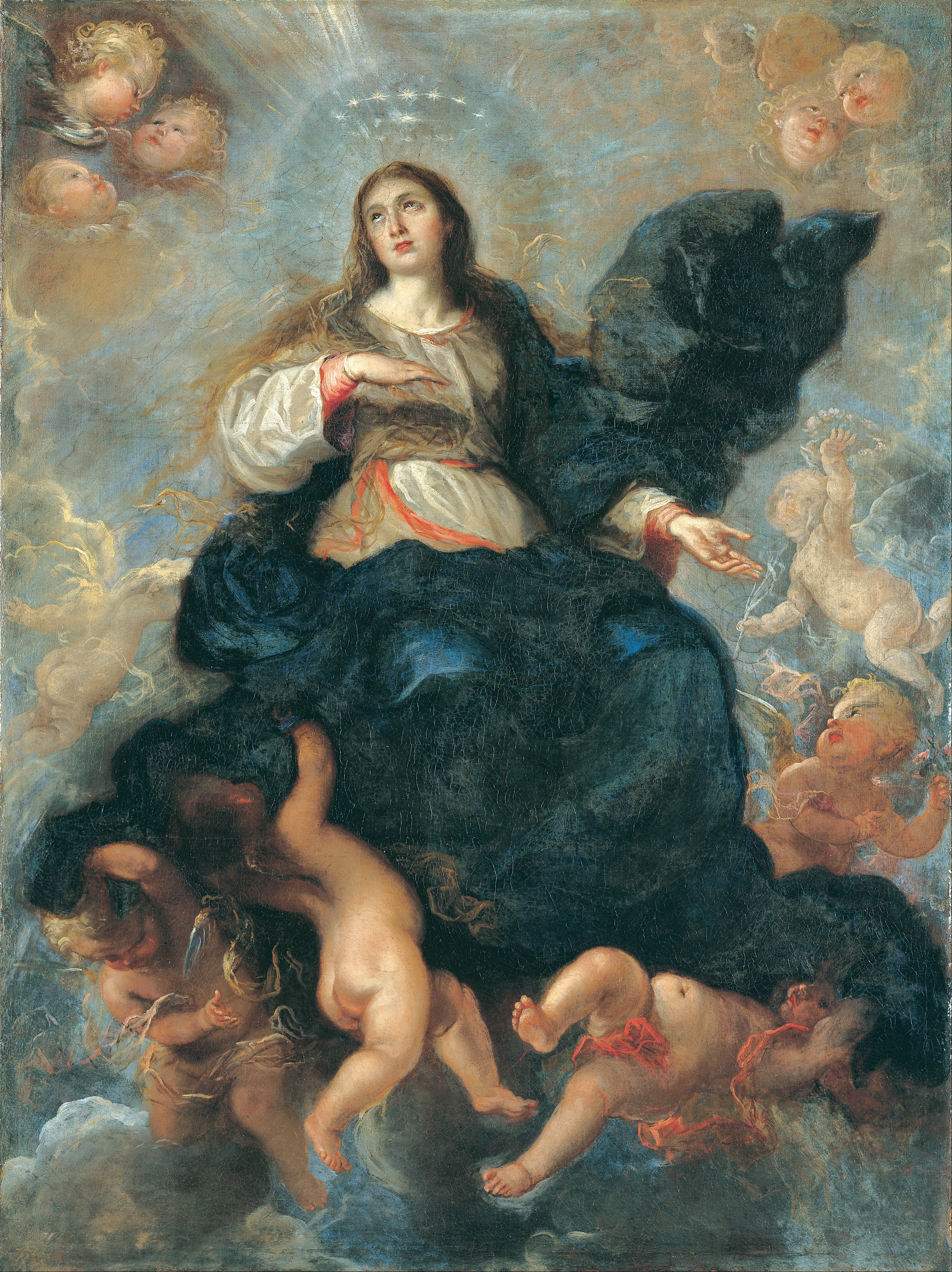
Assomption de la Vierge (1654) Musée de Bilbao
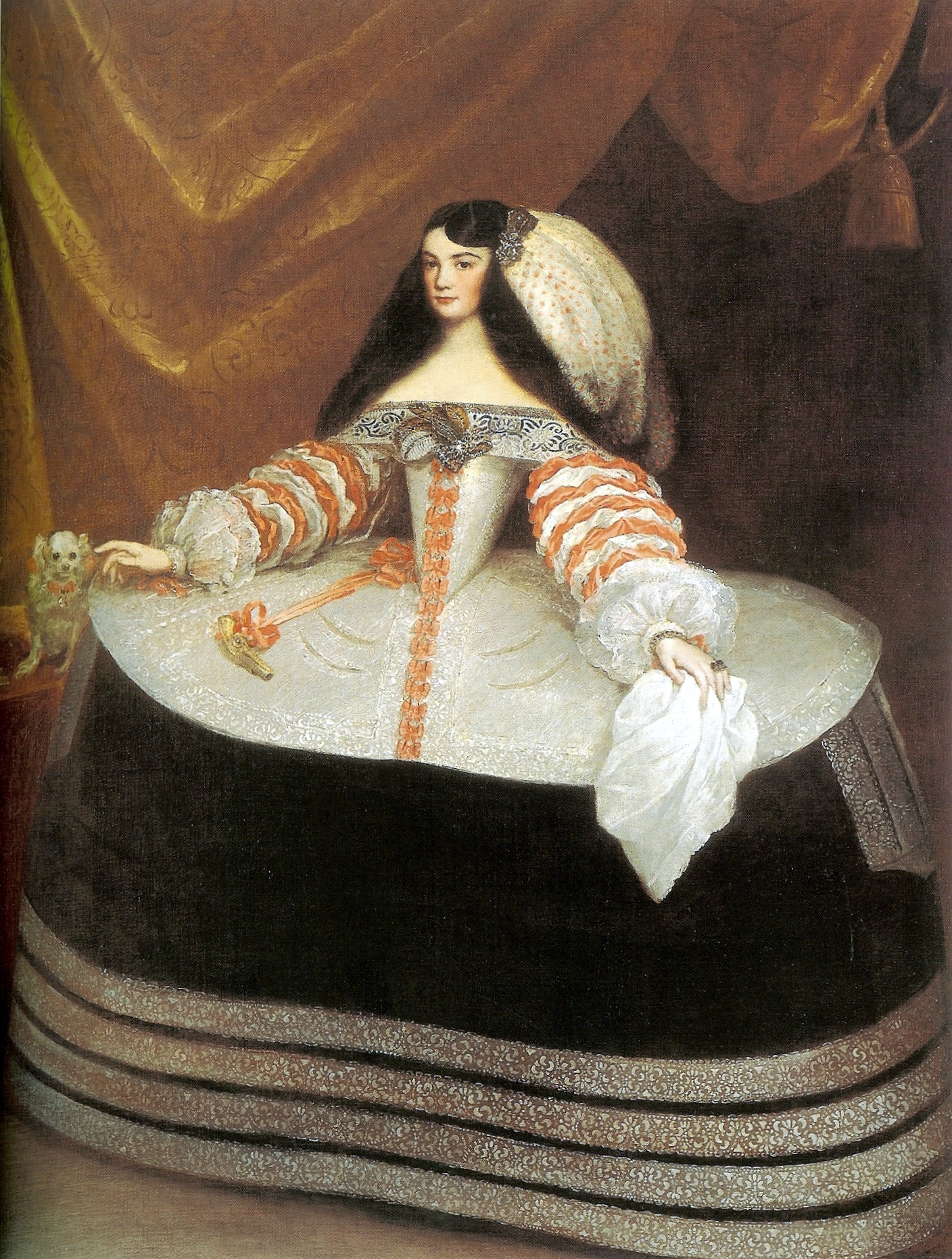
Inés de Zúñiga, Comtessse de Monterrey (1660-1670) Musée Lázaro Galdiano
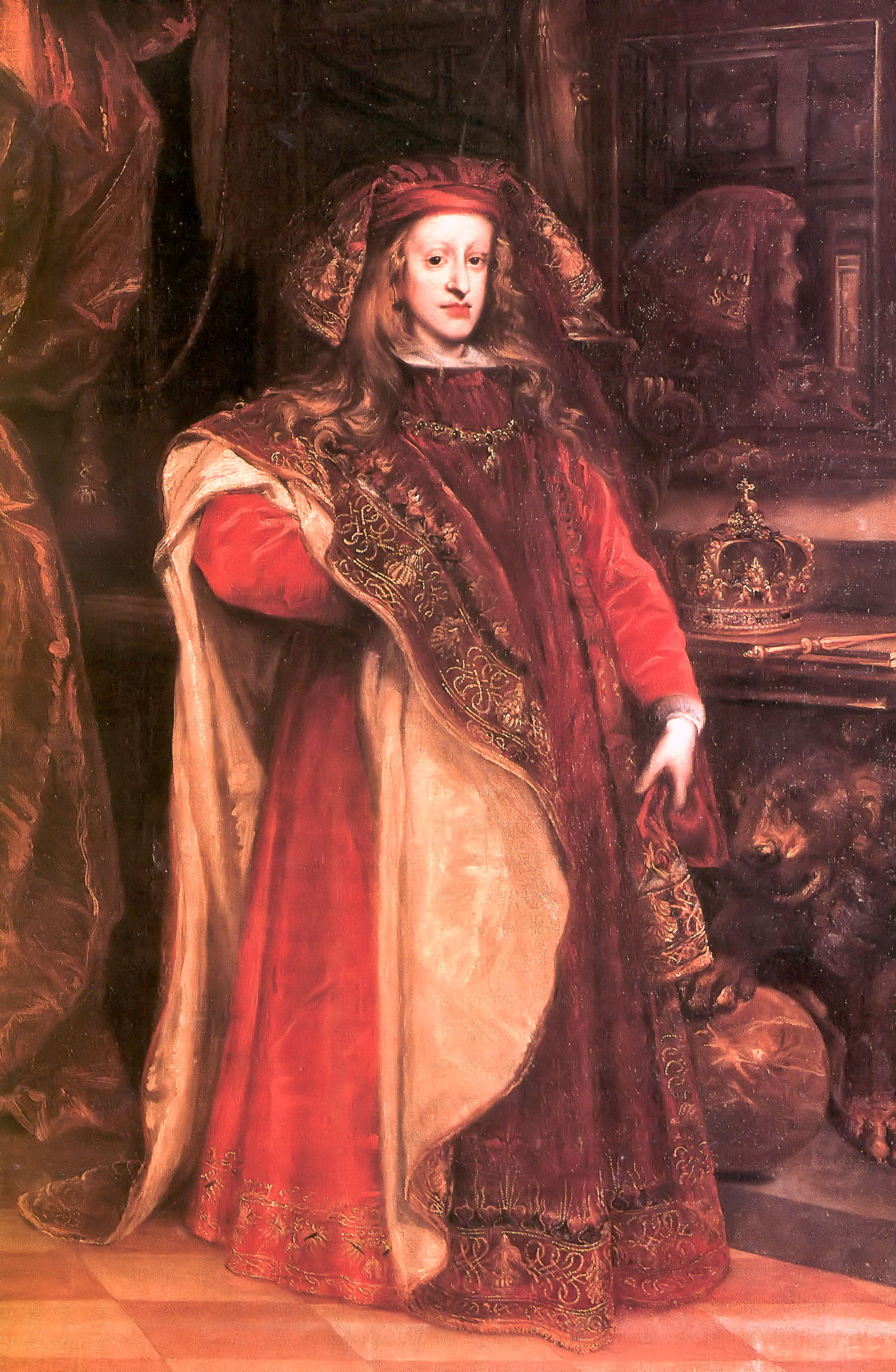
Charles II d'Espagne (vers 1677) Château de Rohrau
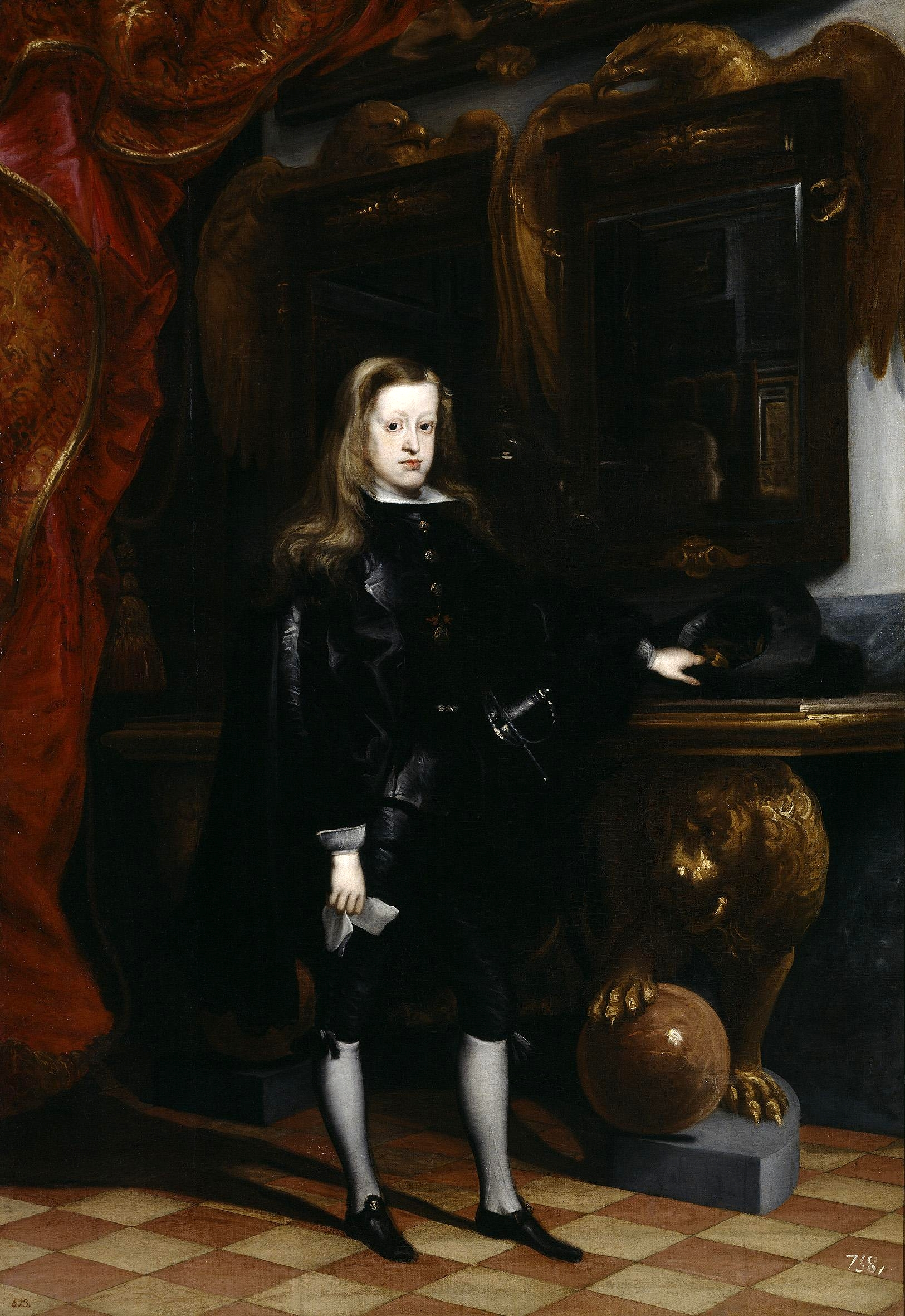
Charles II (1681) Musée du Prado
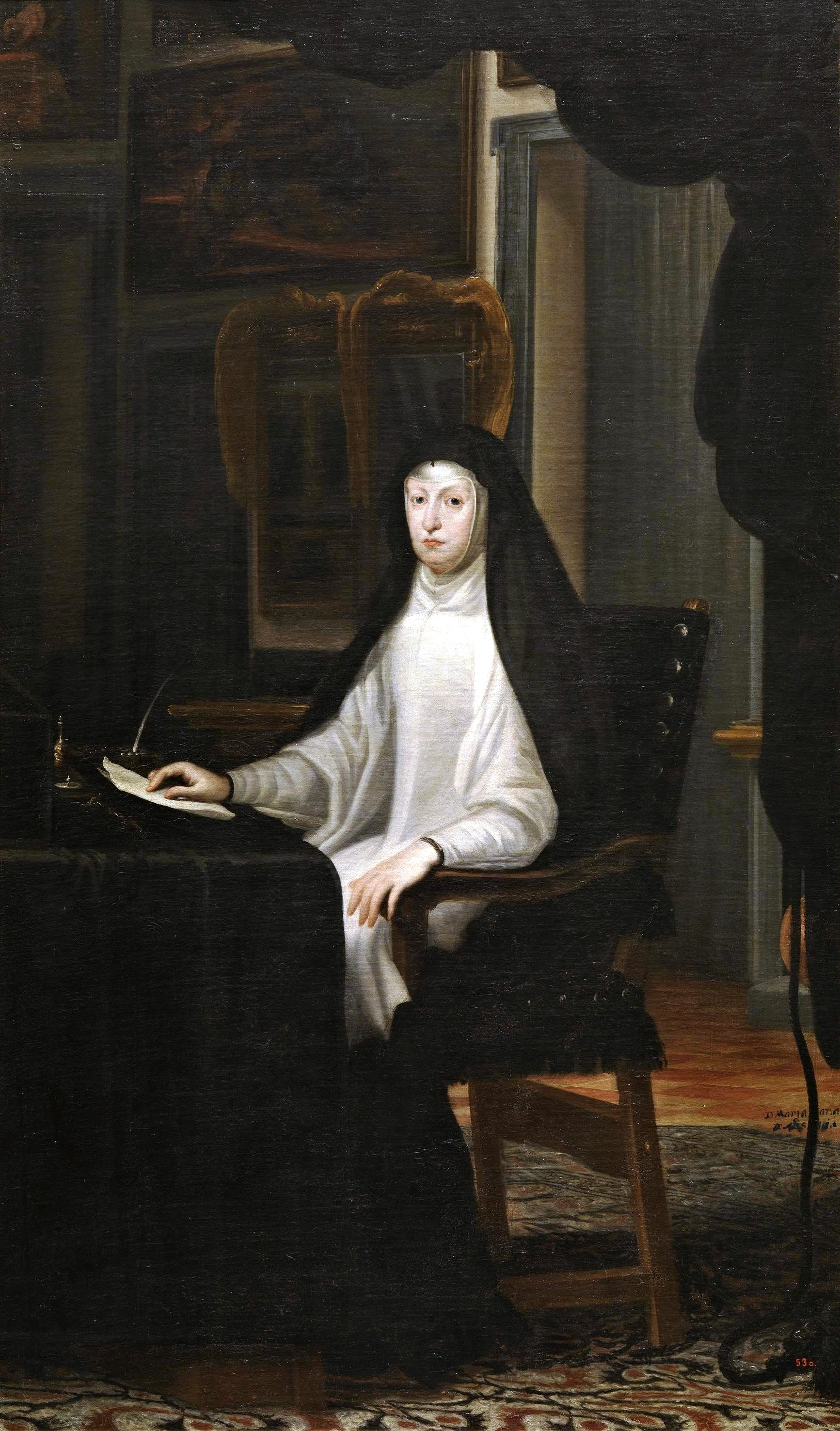
Marie-Anne d'Autriche (vers 1670) Musée du Prado
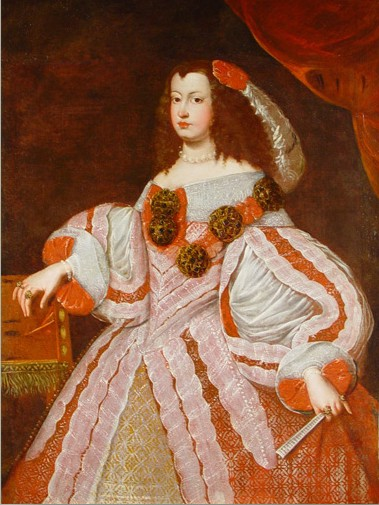
Marguerite-Thérèse d'Espagne